# Ярошевич, Ян
Ян Яроше́вич (пол. Jan Jaroszewicz, 27 мая 1903 года, Митава, Российская империя — 17 апреля 1980 года, Кельце, Польша) — католический прелат, ректор Высшей духовной семинарии в Кельце (1939 - 1945), епископ Кельце с 20 марта 1967 года по 17 апреля 1980 год.

## Биография
11 октября 1925 года Ян Ярошевич был рукоположен в священника. Изучал богословие в Люблинском католическом университете и в городе Фрибург, после чего получил научную степень доктора богословия. Будучи духовным отцом в семинарии, занимался в ней преподавательской деятельностью. С 1939 по 1945 год был ректором семинарии. В 1949 году был назначен генеральным викарием епархии Кельце. В 1951 году был арестован польскими властями за свою религиозную деятельность и находился в заключении в Варшаве и Голенёве до 1955 года.
10 декабря 1957 года Римский папа Пий XII назначил Яна Ярошевича вспомогательным епископом епархии Кельце и титулярный епископтитулярным епископом Летополиса. 11 февраля 1958 года состоялось рукоположение Яна Ярошевича в епископа, которое совершил епископ Кельце Чеслав Качмарек в сослужении с епископом Лодзи Михалом Клепачем и епископом Люблина Петром Калвой.
Участвовал в работе I, III и IV сессиях Второго Ватиканского собора.
20 марта 1967 года Римский папа Павел VI назначил Яна Ярошевича епископом Кельце.
Скончался 17 апреля 1980 года в городе Кельце.